# بالکانیا (کشور پیشنهادشده)

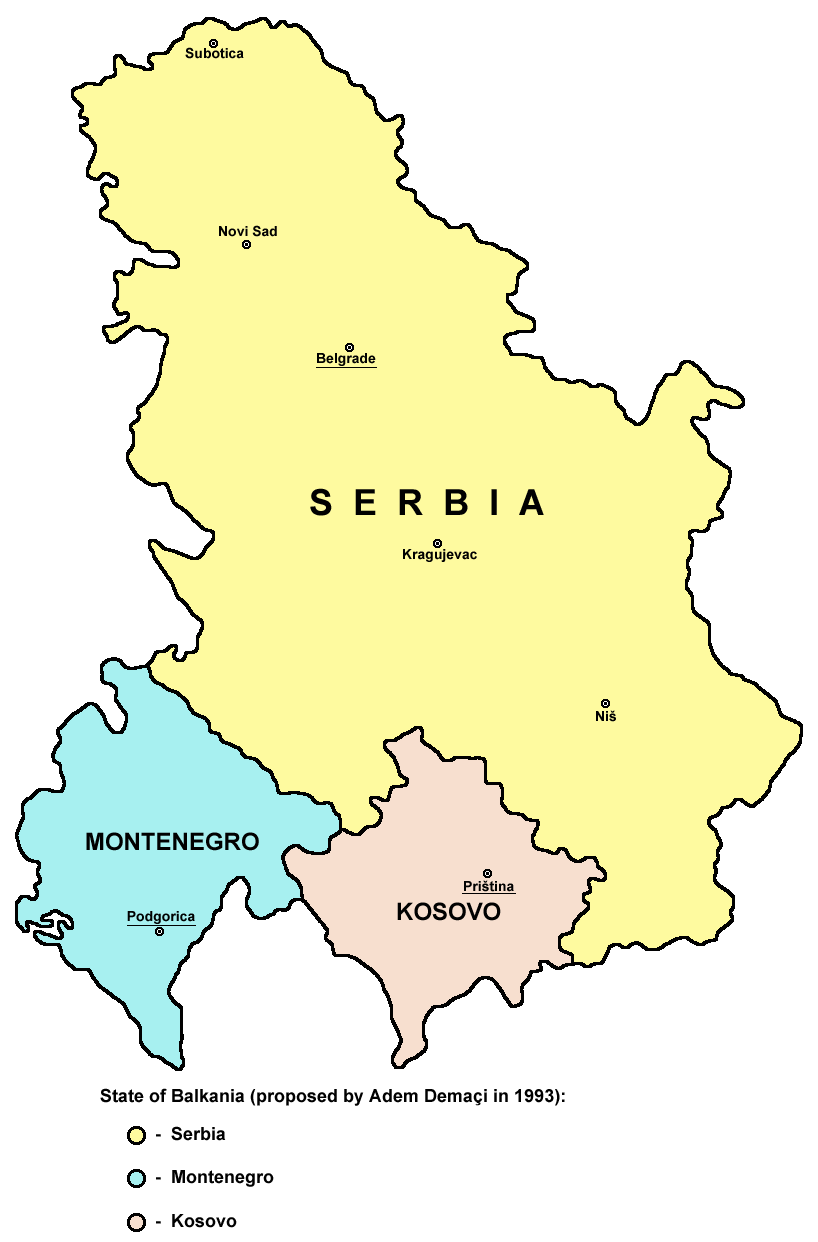
بالکانیا: کوزوو (قرمر زوشن), صربستان (زرد), و مونته‌نگرو (آبی روشن)

بالکانیا (انگلیسی: Balkania) نام کشور پیشنهادی است برای کشورهای حوزه بالکان به وسیله سیاستمداران اهل کوزوو و آلبانی و توسط آدم دماچی ارائه شد. وی در سال ۱۹۹۳ راه حلی را برای جلوگیری از درگیری‌های قومی صربستان و آلبانی پیشنهاد کرد. وی پیشنهاد کرد تا اقلیم کوچک شده یوگسلاوی شامل صربستان، مونته‌نگرو و کوزوو به کنفدراسیون دموکراتیک بنام بالکانیا تبدیل شود. این پیشنهاد در حالی بود که در سال ۲۰۰۶ مونته‌نگرو اعلام استقلال کرد و به رغم اعلان استقلال کوزوو در سال ۲۰۰۸ همچنان مباحثات اعلام استقلال ادامه دارد.